# Brock Bowers
(en) Statistiques sur pro-football-reference
Brock Allen Bowers, né le 13 décembre 2002 à Napa en Californie, est un sportif professionnel américain de football américain jouant au poste de tight end depuis la saison 2024 dans la National Football League (NFL) pour la franchise des Raiders de Las Vegas.
Auparavant, il a joué au niveau universitaire pendant trois saisons pour les Bulldogs de l'université de Géorgie dans la NCAA Division I Football Bowl Subdivision. Avec les Bulldogs, il remporte deux championnats nationaux consécutifs (2021 et 2022), se voit décerner le John Mackey Award et est désigné à l'unanimité joueur All-American. Il se présente ensuite à draft 2024 de la NFL où il est sélectionné en 13e choix lors du premier tour par les Raiders. Au terme de son année rookie, il obtient une première sélection pour le Pro Bowl ainsi que dans la première équipe All-Pro.

## Biographie

### Jeunesse
Bowers naît le 13 décembre 2002 à Napa (Californie). Ses parents se rencontrent à l'université d'État de l'Utah. Sa mère, DeAnna, est une joueuse All-American de softball, intronisée ultérieurement au Hall of Fame de son université. Son père a joué au poste de centre pour l'équipe de football américain des Aggies d'Utah State. Après avoir obtenu leurs graduats, sa mère est devenue enseignante en mathématiques dans un lycée, alors que son père a fondé une entreprise en construction. Au cours de sa jeunesse, Brock a pratiqué plusieurs sports dont le football américain, le basket-ball, le baseball et le football (soccer).
Bowers étudie au lycée Napa High School situé à Napa, où il joue au football américain et au basket-ball. Lors de sa première année (freshman), il occupe le poste de quarterback de son équipe. L'année suivante (sophomore), il joue aux postes de tight end et de linebacker. Cette saison là, il reçoit une première offre universitaire de l'université du Nevada.
Il participe ensuite à un camp Nike. Ses capacités athlétiques attirent l'attention de plusieurs recruteurs et il reçoit plusieurs offres d'autres universités. Au terme de sa saison junior, Bowers totalise 1 499 yards et inscrit 14 touchdowns en réception (record de son lycée). Il permet à son équipe d'atteindre la finale de l'État de Californie alors que son équipe avait terminé avec un bilan de 10 défaites sans victoire l'année précédente. Pour ses performances, il est désigné meilleur joueur de l'année du Comté de Napa.
Bowers commence sa saison senior après avoir été désigné joueur All-American de la pré-saison, mais la pandémie de Covid-19 impose l'annulation du championnat. Incapable de jouer ou de pratiquer en salle à la suite des mesures restrictives imposées par la pandémie, il reste en forme en courant dans les montagnes du comté de Napa. Bien qu'il n'ait pas joué lors de son année senior, il est sélectionné pour l'All-American Bowl, regroupant les meilleurs joueurs lycéens au pays.
Au terme de son parcours au lycée, Bowers est considéré comme une recrue quatre étoiles et est classé deuxième tight end de sa classe par 247Sports. Il décide finalement de s'inscrire à l'université de Géorgie pour y jouer avec les Bulldogs au football américain universitaire. Il déclare que sa bonne relation avec l'entraîneur des tight end, Todd Hartley, a facilité sa décision,.

### Carrière universitaire
Étudiant à l'université de Géorgie, Bowers joue avec les Bulldogs dans la NCAA Division I FBS et sa Southeastern Conference (SEC) de 2021 à 2023.

### Carrière professionnelle

#### NFL Scouting Combine
| Taille              | Poids           | Bras           | Main          | Sprint   | Sprint   | Sprint   | Shuttle 20 yards | 3 cones drill | Détente   | Détente     | Développé couché | Test Wonderlic |
| Taille              | Poids           | Bras           | Main          | 40 yards | 10 yards | 20 yards | Shuttle 20 yards | 3 cones drill | verticale | horizontale | Développé couché | Test Wonderlic |
| 1,91 m (6 ft 3⅛ in) | 110 kg (243 lb) | 83 cm (32¾ in) | 25 cm (9¾ in) | -        | -        | -        | -                | -             | -         | -           | -                | -              |

#### Draft
Bowers est sélectionné au 13e choix global lors du premier tour de la draft 2024 de la NFL par la franchise des Raiders de Las Vegas.

#### Raiders de Las Vegas
Le 9 mai 2024, Bowers signe son contrat rookie de quatre ans pour un montant de 18,1 millions de dollars .
Bowers fait ses débuts en NFL dès la première semaine de la saison 2024 et la défaite 10 à 22 contre les Chargers de Los Angeles où il réussit six réceptions pour un gain total de 58 yards. La semaine suivante Bowers effectue 9 réceptions pour un gain de 98yards lors de la victoire 26 à 23 contre les Ravens de Baltimore. Il inscrit son premier touchdown professionnel en 5e semaine à la suite d'une réception de 57 yards lors de la défaite 18 à 34 contre les Broncos de Denver. À l'occasion de ce match, il totalise huit réceptions pour un gain total de 97 yards. Une semaine plus tard, il réussit 13 réceptions pour un gain de 126 yards et un touchdown malgré une nouvelle défaite 19 à 34 contre les Dolphins de Miami. Il effectue 10 réceptions pour un gain de 140 yards et 12e semaine lors de la défaite 17 à 19 chez les Chiefs de Kansas City.
Bowers est le meilleur joueur de son équipe au nombre de réceptions (112), au nombre de yards gagnés en réceptions (1 194 et au nombre de touchdowns inscrits en réceptions (5) au terme des 17 matchs de sa saison rookie,. Il est également le meilleur tight end de la ligue (vétérans inclus) au nombre de réceptions et au nombre de yards gagnés en réceptions. 
Ses performances lui valent une sélection dans la première équipe All-Pro et pour les Pro Bowl Games 2025. Il bat plusieurs records de la ligue en tant que rookie :
- Celui du plus grand nombre de réceptions (112) par un tight end  sur une saison détenu par Mike Ditka (1 076 yards) depuis 1961[26] ;
- Celui du plus grand nombre de réceptions (112à sur une saison détenu par le wide receiver Puka Nacua (105)[27].

Il établit également le record de sa franchise du plus grand nombre de réception sur une saison qui était détenu depuis 2020 par Darren Waller (107).

## Statistiques

### Universitaires
| Année       | Équipe                 | Statut      | MJ |     | Passes réceptionnées | Passes réceptionnées | Passes réceptionnées | Passes réceptionnées |       | Courses | Courses | Courses | Courses |
| Année       | Équipe                 | Statut      | MJ | Nb. | Yards                | Moy.                 | TD                   | Nb.                  | Yards | Moy.    | TD      |         |         |
| 2021        | Bulldogs de la Géorgie | Fr.         | 15 | 056 | 0 882                | 15,8                 | 13                   | 04                   | 056   | 14,0    | 1       |         |         |
| 2022        | Bulldogs de la Géorgie | So.         | 15 | 063 | 0 942                | 15,0                 | 07                   | 09                   | 109   | 12,1    | 3       |         |         |
| 2023        | Bulldogs de la Géorgie | Jr.         | 10 | 056 | 0 714                | 12,8                 | 06                   | 06                   | 028   | 04,7    | 1       |         |         |
| Totaux NCAA | Totaux NCAA            | Totaux NCAA | 40 | 175 | 2 538                | 14,5                 | 26                   | 19                   | 193   | 10,2    | 5       |         |         |

### Professionnelles
| Année      | Équipe               | MJ |                | Passes réceptionnées | Passes réceptionnées | Passes réceptionnées | Passes réceptionnées |                | Courses        | Courses        | Courses | Courses |  | Fumbles | Fumbles |
| Année      | Équipe               | MJ | Nb.            | Yards                | Moy.                 | TD                   | Nb.                  | Yards          | Moy.           | TD             | Nb.     | Perdus  |  |         |         |
| 2024       | Raiders de Las Vegas | 17 | 112            | 1 194                | 10,7                 | 5                    | 5                    | 13             | 2,6            | 0              | 0       | 0       |  |         |         |
| 2025       | Raiders de Las Vegas | ?  | Saison à venir | Saison à venir       | Saison à venir       | Saison à venir       | Saison à venir       | Saison à venir | Saison à venir | Saison à venir | ?       | ?       |  |         |         |
| Totaux NFL | Totaux NFL           | 17 | 112            | 1 194                | 10,7                 | 5                    | 5                    | 13             | 2,6            | 0              | 0       | 0       |  |         |         |

## Récompenses et records

### NCAA
- Champion national NCAA Division I FBS : 2021 et 2022 ;
- Vainqueur du John Mackey Award : 2022 et 2023 ;
- Joueur All-American à l'unanimité : 2023 ;
- Sélection dans la première équipe All-American : 2022 ;
- Sélection dans la deuxième équipe All-American : 2021 ;
- Meilleur joueur freshman de la conférence SEC : 2021 ;
- Sélections dans la première équipe de la SEC : 2021, 2022 et 2023.

### NFL
- Sélection dans la première équipe All-Pro : 2024 ;
- Sélection pour le Pro Bowl : Pro Bowl Games 2025 (saison 2024) ;
- Sélection dans l'équipe des rookies NFL par PFWA (en) : 2024

#### Records en NFL
- Plus grand nombre de réceptions sur une saison par un rookie : 112 (2024) ;
- Plus grand nombre de yards gagnés en réceptions sur une saison par un tight end rookie : 112 (2024).

#### Records des Raiders
- Plus grand nombre de réceptions sur une saison : 112 (2024).